# 観音寺サティ
観音寺サティ（かんおんじサティ）は、かつて香川県観音寺市にあった、マイカル（現：イオンリテール）のショッピングセンターである。
観音寺市唯一の大型商業施設であったが、1994年をピークに売上が減少、2000年代には同じイオングループであるマックスバリュ観音寺駅南店が開店したことなどの影響で競争が激化したことで閉店した。

## 略歴
- 1989年2月25日 - 開店[2][1]。（ニチイ観音寺店）
- 1994年3月 - 観音寺サティに名称変更。
- 2001年9月14日 - 運営会社のマイカルが民事再生法を申請。
- 2009年2月27日 - 閉店を発表。
- 2009年9月30日 - 閉店[1]。